# Robert Stirling
Pour les articles homonymes, voir Stirling.
Robert Stirling (25 octobre 1790 - 6 juin 1878) était un pasteur, mécanicien et métallurgiste écossais, né à Gloag, dans le Perthshire, et mort à Galston, au sud de Glasgow,.
Il est connu pour être l'inventeur du « moteur à air chaud » (1816) ou moteur à combustion externe communément appelé moteur Stirling.
Son vrai nom est Robert Mac Gregor, « Stirling » étant en fait le nom de l'employeur du père de Robert, alors ébéniste au moment où les troupes passaient par les armes tous les membres du clan, y compris les homonymes, sur la totalité des territoires contrôlés par la couronne britannique[réf. nécessaire]. Son grand-père paternel fabriquait de l'équipement agricole et son grand-père maternel était agriculteur. Robert Stirling était le troisième d'une famille de huit enfants. Il poursuivit ses études de 1805 à 1808 à l'Université d'Édimbourg, puis alla à Glasgow étudier la théologie. Robert Stirling se maria le 10 juillet 1819 avec Jean Rankin. De cette union, il eut sept enfants : Patrick, William, Robert, James (tous ingénieurs), David (pasteur), Jane et Agnes (artiste).
La légende veut que, catastrophé par les accidents récurrents des chaudières à vapeur décimant ses paroissiens, liés à l'absence de normalisation des matériaux, le pasteur Stirling mit toute son énergie à améliorer les machines à vapeur, alors indispensables, pour créer le moteur à combustion externe portant depuis son «patronyme». Sa machine utilisait une nouvelle invention de son cru, un régénérateur, qu'il appela économiseur. En 1843, son frère James fit installer le moteur à air chaud inventé par Robert dans l'usine où il travaillait, qui fut plus tard remplacé, à cause de bris, par des machines à vapeur plus performantes.
Dans le contexte d’évolution des techniques métallurgiques du XIXe siècle, combustibles, foyer et chaleur étaient des éléments essentiels car l’acier et le fer ont des températures de fusion élevés. Wilhelm Siemens reprit l’idée de Robert Stirling brevetée en 1816, puis Friedrich Siemens prit un brevet en 1856 pour un appareil de régénération de la chaleur qui permit le réchauffage de l’air soufflé dans les fourneaux en utilisant les gaz récupérés du gueulard.[Information douteuse]